# Université agricole de Plovdiv
 (février 2025).
L'université agricole de Plovdiv un établissement d'enseignement supérieur à Plovdiv, en Bulgarie.

## Histoire
L'Université agricole de Plovdiv a été fondée en 1945.

## Structure
L'Université comprend les facultés suivantes:
- Faculté d'agriculture
- Faculté d'horticulture et de vin
- Faculté de protection des cultures et d'agroécologie
- Faculté d'économie
- Départements des langues et des sports[3]